# 克-欧迈尼勒
克-欧迈尼勒（法語：Quœux-Haut-Maînil，法語發音：[kø o mɛnil]）是法国上法蘭西大區加来海峡省的一个市镇，属于阿拉斯区。该市镇于1972年由原市镇克村（Quœux）和欧迈尼勒（Haut-Maînil）合并而成。

## 地理
克-欧迈尼勒（50°18'3"N, 2°6'40"E）面积12.01 平方千米，位于法国上法蘭西大區加来海峡省，该省份为法国北部沿海省份，西北濒北海，南至索姆省，东临北部省。
与克-欧迈尼勒接壤的市镇（或旧市镇、城区）包括：瓦伊、沃村、菲利耶夫尔、方丹莱塔隆、加拉梅斯、热讷伊韦尔尼、阿拉韦讷、瓦克里耶特埃尔基耶尔。
克-欧迈尼勒的时区为UTC+01:00、UTC+02:00（夏令时）。

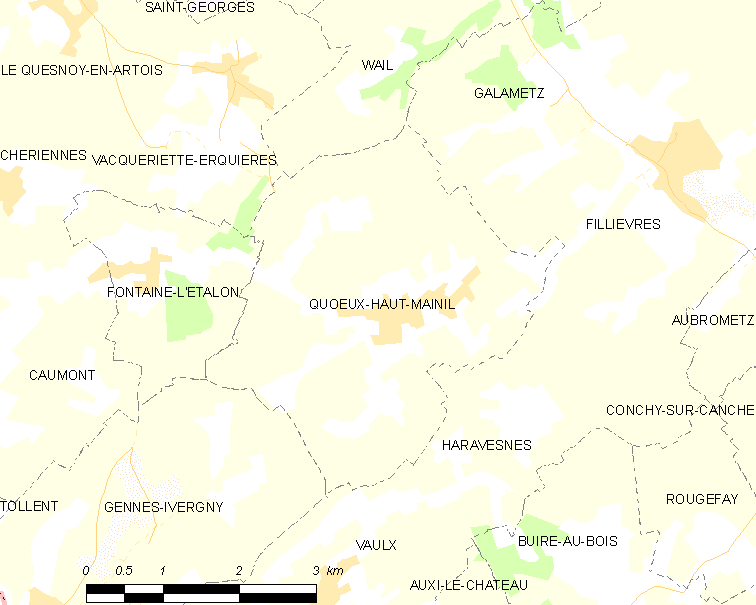
克-欧迈尼勒的OSM定位图

## 行政
克-欧迈尼勒的邮政编码为62390，INSEE市镇编码为62683。

## 政治
克-欧迈尼勒所属的省级选区为欧克西堡县。

## 人口

1962-2008年间克-欧迈尼勒人口变化图示

克-欧迈尼勒于2022年1月1日时的人口数量为215人。